# Cacilhas
Cacilhas est une ancienne paroisse civile de la municipalité d’Almada, dans la région métropolitaine de Lisbonne, au Portugal. En 2013, la paroisse a fusionné avec la nouvelle paroisse d'Almada, Cova da Piedade, Pragal e Cacilhas. La population était de 6017 habitants en 2011, sur une superficie de 1,09 km². Cacilhas est située sur la rive sud du Tage, face à la ville de Lisbonne.

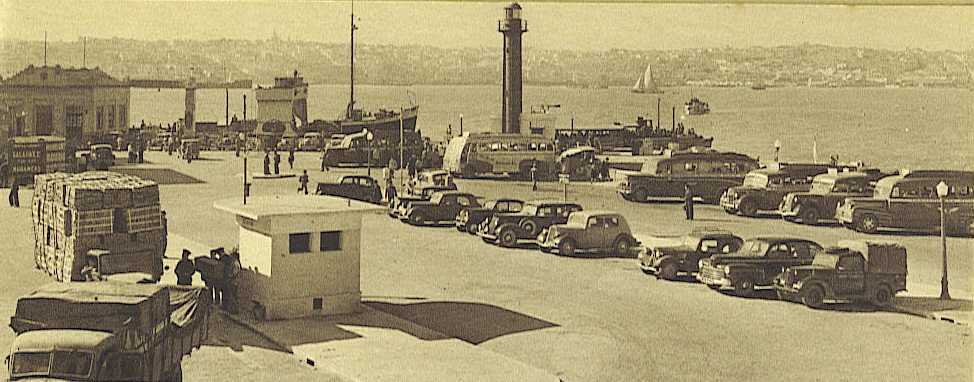
Au quai des ferries en 1950.

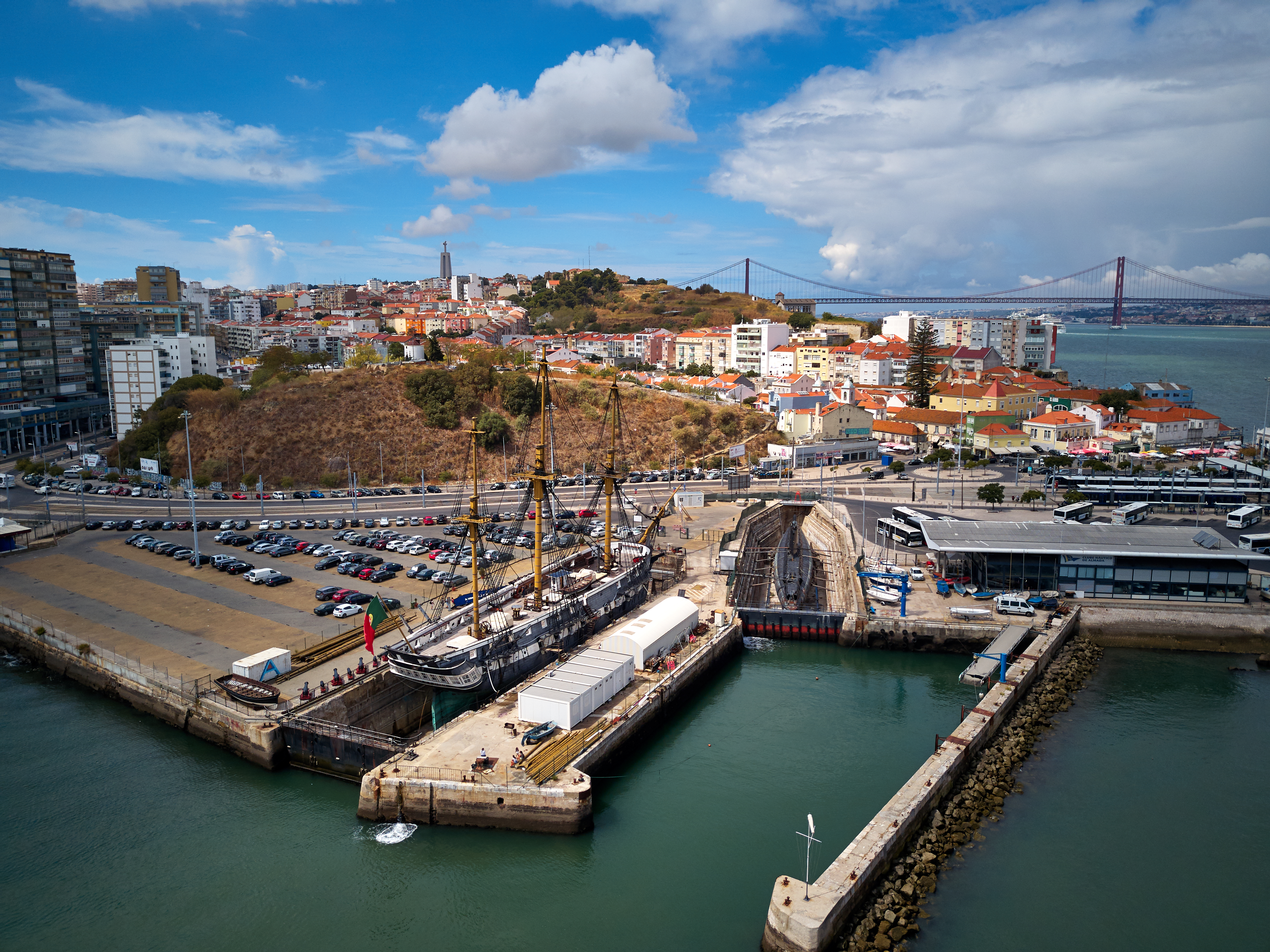
Cacilhas vue de nos jours.

## Transports

### Ferry

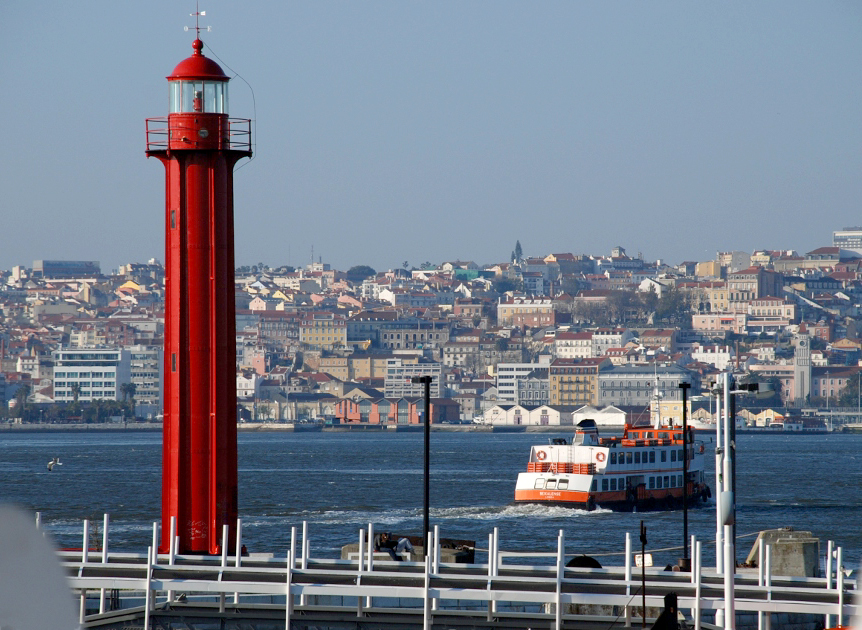
Phare de Cacilhas et ferry.

Cacilhas est reliée par un service de ferry régulier à la gare de Cais do Sodré, sur la rive opposée du Tage. Transtejo & Soflusa en est l’opérateur.

### Tramway

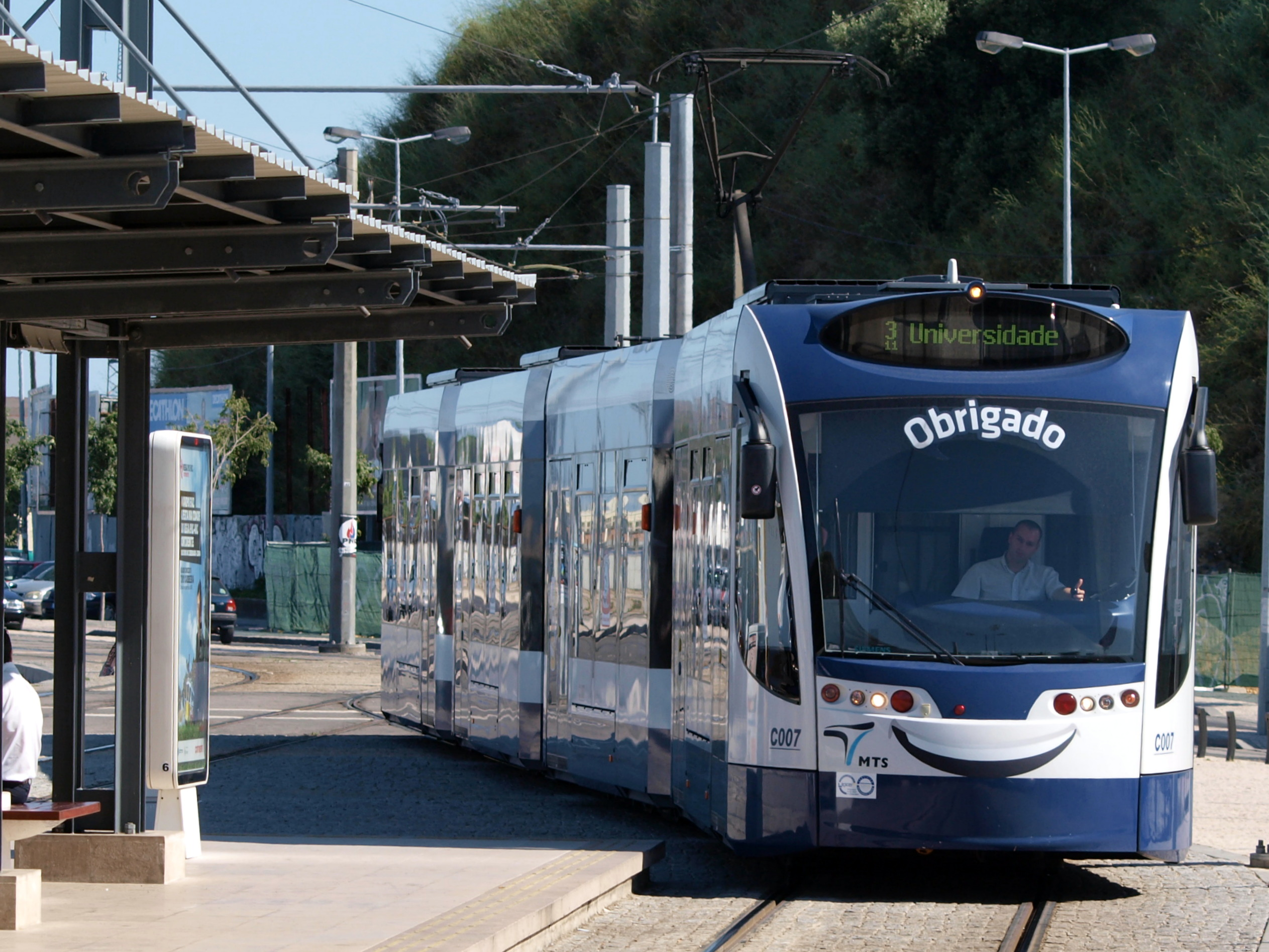
Terminus du tramway à Cacilhas

Un terminus pour le tramway du Metro Transportes do Sul est situé à Cacilhas. Les lignes de tramway de Cacilhas se connectent au réseau ferroviaire de Lisbonne.

### Bus
Les services de bus partent de Cacilhas pour la statue du Christ-Roi, la station balnéaire de Costa da Caparica et d’autres destinations.

## Industrie

### Construction navale
En septembre 1961, Lisnave - Estaleiros Navais de Lisboa s’est étendu sur la rive sud du Tage où un nouveau chantier, Margueira, a été construit avec des installations pour accueillir les plus grands navires en cours de construction. À la mi-1997, un plan de restructuration a été mis en œuvre, entraînant la fermeture des activités de Cacilhas en 2000. Toutes les activités sont maintenant concentrées à Mitrena (Setúbal).

## Patrimoine maritime
- Le Dom Fernando II e Glória, une frégate de 50 canons à coque en bois de la marine portugaise, est exposée dans une cale sèche à côté de l’échangeur de transport. En 1990, la marine portugaise a décidé de restaurer le navire à l’apparence qu’il avait dans les années 1850. Il est exposé à Cacilhas depuis 2008.
- Un sous-marin de classe Albacora, le NRP Barracuda, est également exposé dans la cale sèche attenante.